# Nová Ves nad Váhom
Nová Ves nad Váhom is een Slowaakse gemeente in de regio Trenčín, en maakt deel uit van het district Nové Mesto nad Váhom.
Nová Ves nad Váhom telt 551 inwoners.